# Доња (Белуно)
Доња (итал. Dogna) је насеље у Италији у округу Белуно, региону Венето.
Према процени из 2011. у насељу је живело 163 становника. Насеље се налази на надморској висини од 464 м.